# Estación Ipiranga (Metro de Recife)
La Estación Ipiranga es una estación de metro del Metro de Recife, es la 4ª estación más próxima al centro de la capital. El movimiento de la estación es relativamente bajo, pues no posee terminal intermodal, la estación es utilizada sobre todo por quien continúa en la Línea Centro. También es utilizada por quien habita en los alrededores de la estación o quiere ir a estaciones con terminal intermodal.